# Joseph Bernhard von Sachsen-Meiningen
Joseph Bernhard von Sachsen-Meiningen (* 27. Mai 1706 in Meiningen; † 22. März 1724 in Rom) aus der ernestinischen Linie der Wettiner war Erbprinz von Sachsen-Meiningen.

## Leben
Joseph Bernhard war der älteste Sohn des Herzogs Ernst Ludwig I. von Sachsen-Meiningen (1672–1724) aus dessen Ehe mit Dorothea Marie (1674–1713), Tochter des Herzogs Friedrich I. von Sachsen-Gotha-Altenburg. Damit entstammte er dem Haus Sachsen-Meiningen. Der Prinz, der als äußerst begabt und wissbegierig beschrieben wurde, war sehr umfassend ausgebildet worden; neben den Standardfächern auch in Heraldik, Dichtkunst und Feuerwerkstechnik.
Ab 1721 besuchte Joseph Bernhard unter dem Inkognito eines „Grafen von Bildstein“ die Akademie in Straßburg und war im Jahr darauf Zeuge der Königskrönung Ludwig XV. von Frankreich in Reims. Ab 1723 unternahm er gemeinsam mit seinem jüngeren Bruder Ernst Ludwig seine Kavalierstour, wo er in Rom an einem hitzigen Fieber, welches von Seitenstechen begleitet war, 17-jährig starb.
Bei der Geburt Joseph Bernhards hatte sein Vater gelobt, an dessen Geburtstag so viele Knaben zu speisen, zu kleiden und zu beschenken, wie Joseph Bernhard an Jahren erreichte. Diese Tradition wurde bis zu Joseph Bernhards Tod beibehalten. Die beschenkten Jungen wurden nach dem Prinzen „Josephsbrüder“ genannt.